# The Letter, the Witch and the Ring
The Letter, the Witch and the Ring (lit. "La carta, la bruja y el anillo") es una novela gótica juvenil escrita por el escritor estadounidense John Bellairs y publicada por la editorial Dial en 1976. Es la segunda secuela de The House with a Clock in Its Walls (1973, "La casa con un reloj en sus paredes") en la serie de aventuras de Lewis Barnavelt y Rose Rita Pottinger, siguiendo a The Figure in the Shadows (1975, "La figura en las sombras"). Fue la última entrega en la serie en ser completada por Bellairs antes de su muerte en 1991 y el primer trabajo del ilustrador Richard Egielski para la editorial Dial. En 1993, Brad Strickland, admirador por mucho tiempo de Bellairs, termina el manuscrito que este había dejado incompleto de The Ghost in the Mirror ("El fantasma en el espejo"), la cuarta novela en la serie.
A diferencia de los dos primeros libros, en esta tercera novela, los personajes de Lewis y su tío Jonathan pasan a ser personajes menores en la trama, la cual se centra en Rose Rita y la hechicera Mrs. Florence Zimmermann.  Lewis y Jonathan vuelven a ser los personajes centrales en la quinta novela en la serie, The Vengeance of the Witch-Finder ("La venganza del localiza-brujas"). Esta es también la primera novela en la que la acción se desarrolla fuera del pueblo ficticio de New Zebedee; New Zebedee vuelve a ser la ubicación principal en The Doom of the Haunted Opera ("La perdición de la ópera embrujada") de 1995.

## Argumento
En el verano de 1950 en New Zebedee, Míchigan, Rose Rita Pottinger de trece años se niega rotundamente a asistir a un campamento femenino; también siente resentimiento hacia su amigo Lewis Barnavelt por marcharse durante el verano y dejarla sola. Al mismo tiempo, Mrs. Florence Zimmermann, una maga y vecina de ambos, recibe una carta de su primo Oley Gunderson en la que anticipa su muerte y la deja a cargo de su granja cerca de Petoskey, y también de un anillo que él cree es mágico; Mrs. Zimmermann tiene que ir al lugar para encargarse de los asuntos legales y se ofrece a llevar a Rose Rita con ella, con lo cual la chica está encantada.
Al día siguiente Rose Rita y Mrs. Zimmermann se ponen en marcha hacia Petoskey en su nuevo Plymouth Cranbrook.  En el camino hacen varias paradas hasta que llegan a los bosques frondosos del norte de Míchigan, donde se quedan sin gasolina.  Mrs. Zimmermann y Rose Rita caminan hacia la solitaria tienda de Gert Bigger, una mujer deformada y desagradable, que también es una gasolinera.  Rose Rita se da cuenta de que Bigger parece guardarle rencor a Mrs. Zimmermann, y esta le explica que hace muchos años habían peleado por el mismo hombre, Mordecai Hunks.  Cuando por fin llegan a la granja, descubren que alguien ha forzado la entrada en busca de algo y Mrs. Zimmermann y Rose Rita temen que lo han encontrado: el anillo que Oley había descrito como mágico había desaparecido.
Mrs. Zimmermann no le da importancia al asunto, insistiendo que su primo estaba demente y que el anillo no es más que una joya de metal precioso, por lo cual alguien se había interesado en ella; sin embargo, Rose Rita nota que Mrs. Zimmermann está verdaderamente preocupada. Ambas salen a disfrutar de sus vacaciones en las regiones norteñas de Míchigan cuando visitan una tienda de objetos de segunda mano en la que Mrs. Zimmermann descubre algo espeluznante: un retrato suyo junto a Mordecai en el verano de 1905. Alguien había raspado la cara de Mrs. Zimmermann dejándola irreconocible. Le explica a Rose Rita que esta es la forma que emplean algunos brujos para causarle desgracia a alguien.
Poco después, Rose Rita cree haber visto la silueta de algún desconocido en la habitación de Mrs. Zimmermann, pero cuando enciende la luz, descubren que no hay nadie. Al anochecer del día siguiente durante un paseo en el auto, Mrs. Zimmermann comienza a sentir unos dolores muy fuertes en el vientre y es incapaz de seguir conduciendo. Aterrorizada, Rose Rita toma el volante e intenta llegar a un hospital, pero la aparición de un par de ojos en el asiento de atrás, hace que pierda el control del auto y se desmaye tras sufrir un fuerte golpe. Unos agentes de policía las encuentran y llaman a una ambulancia. Mrs. Zimmermann pasa tres días en el hospital donde descubre que sus dolores fueron causados por una maldición puesta sobre ella por aquel extraño que Rose Rita había visto en su habitación. Comprende que alguien quiere hacerle daño y decide regresar a New Zebedee. Sin embargo, Mrs. Zimmermann comienza a actuar de forma extraña y en vez de eso regresa a la granja de Oley, donde esa misma noche desaparece dejando a Rose Rita sola y sin saber qué hacer.
Después de buscarla en la tormenta, Rose Rita está segura de que la desaparición de Mrs. Zimmermann se debe a algún hechizo mágico. Sabe que no debe llamar a sus padres, pero se le ocurre que Jonathan Barnavelt, el tío de su amigo Lewis, puede ayudarle puesto que él también es un mago. Visita la tienda de Gert Bigger para hacer la llamada cuando empieza a sospechar que esa mujer pueda ser la responsable de todo lo que está pasando. Mientras ella sale a atender a unos clientes, Rose Rita entra en su pequeña oficina y descubre escrito en lápiz un emblema mágico. Rose Rita es descubierta y sale despavorida. Corre hasta un campo de maíz donde cae rendida. Se despierta al oír la voz de una chica amigable llamada Aggie. Rose Rita le cuenta a Aggie todo lo ocurrido y la chica se ofrece a ayudarle a encontrar a Mrs. Zimmermann, segura de que Gert Bigger es una bruja.
Aggie invita a Rose Rita a almorzar con su familia. Rose Rita le cuenta a la señora Sipes que su amiga Mrs. Zimmermann se ha perdido en el bosque, que ella es huérfana y que vive con su tío Jonathan en New Zebedee. La señora Sipes no tarda en detectar que Rose Rita no le está contando la verdad. Al final Rose Rita confiesa y la señora Sipes se pone en contacto con sus padres. Rose Rita espera que la señora Sipes y su familia se vayan para poder llamar a Jonathan y contarle los detalles sobre la desaparición de Mrs. Zimmermann y para que le aconseje sobre cómo enfrentarse a Gert Bigger. Sin embargo, después de varios intentos, no consigue hablar con el señor Barnavelt. Rose Rita le propone a Aggie forzar la entrada en la tienda de Bigger.
Rose Rita y Aggie llegan a la tienda de Bigger que parece estar desertada. Tras varios intentos fallidos de entrar por la ventana, Rose Rita descubre que la entrada al sótano está abierta. Entra y empieza a buscar señales que la puedan ayudar a encontrar a Mrs. Zimmermann. Se encuentra con el perro negro de Gert Bigger en un dormitorio que momentos después se esfuma y en su lugar aparece su supuesta ama. Rose Rita se demaya del terror y despierta petrificada bajo una manta fúnebre con monedas sobre sus ojos. Gert Bigger le confiesa haber sido la responsable de todas las desgracias que le habían ocurrido a Florence Zimmermann; su intención había sido vengarse y evitar que le arrebatase el anillo de Salomón. Gert Bigger invoca al demonio Asmodeo y le revela su deseo de volverse bella, joven y de vivir muchos años. El demonio concede su deseo, pero el impacto hace que las monedas se despriendan de los ojos de Rose Rita y el hechizo de petrificación se desvanece. La chica se da cuenta de que Gert Bigger ha desaparecido y encuentra el anillo. Tan pronto lo sujeta empieza a sentir un desprecio interno hacia todos los que la han hecho sentirse inferior por su apariencia. Rose Rita escucha que Mrs. Sipes y un agente de policía han venido a detener a Gert Bigger; temiendo que la buscaran a ella, Rose Rita escapa a esconderse en el bosque.
Escondida entre los árboles, Rose Rita se dispone a activar el poder del anillo de Salomón, segura de que será capaz de resolver todos sus problemas y garantizarle un futuro mejor. Una voz insistente le grita que no lo haga y poco después aparece Mrs. Zimmermann cubierta de un halo púrpura. Le exige a Rose Rita que le entregue el anillo, lo cual ella finalmente hace. Rose Rita pide disculpas por la barbaridad que por poco hizo y, camino de vuelta a la tienda, las dos notan un joven sauce solitario entre los pinos, cuyas ramas tiemblan a pesar de no haber viento. Ambas sospechan que Gert Bigger haya conseguido su anhelo de ser joven, bella y de vivir muchos años transformada en un árbol. En la tienda, Mrs. Zimmermann les explica a todos lo sucedido (o una versión creíble de los hechos). Los Pottinger han vuelto a recoger a Rose Rita, pero Mrs. Zimmermann se queda atrás para destruir el anillo. Una vez en New Zebedee, Rose Rita, Mrs. Zimmermann y Jonathan celebran el regreso de Lewis con una pequeña reunión.